# Дејви Крокет
Дејвид (Дејви) Крокет (енгл. David (Davy) Crockett; 17. август 1786 — 6. март 1836) био је амерички народни херој, познат као King of the Wild Frontier (Краљ дивље границе).
Био је ловац (трапер), војник и конгресмен Тенесија где је и рођен, учесник у Тексашкој револуцији. Фебруара 1836. пуковник Тревис знао је да је изгубљен - са малобројним војницима био је опкољен снажном мексиканском војском у тврђави Аламо у Тексасу. Одједном се зачула весела свирка гајди. Био је то Дејви Крокет са својим друговима и пушком Бетси, који је дошао да се придружи тексашким борцима. Јунак Дивљег запада, увек са шубаром од ракуновог крзна, кожној блузи и индијанским мокасинама, дочекан је радосним клицањем. О њему се причало да је једном убио 47 медведа за месец дана ловећи их чак и у 
њиховим јазбинама. Али, 6. марта 1836. Мексиканци су кренули у последњи јуриш. Дејви Крокет се огорчено борио и пао, изрешетан мецима, заједно са последњим браниоцима Алама.